# NGC 22

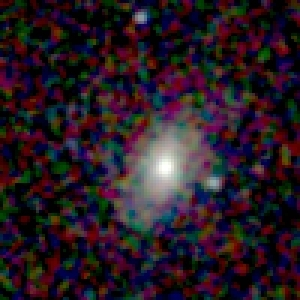
NGC 22 par 2MASS (proche-infrarouge)

NGC 22 est une vaste galaxie spirale située dans la constellation de Pégase. NGC 22 a été découverte par l'astronome français Édouard Stephan en 1883.

## Caractéristiques
Sa vitesse par rapport au fond diffus cosmologique est de 7 976 ± 24 km/s, ce qui correspond à une distance de Hubble de 117,6 ± 8,2 Mpc (∼384 millions d'al).
La classe de luminosité de NGC 22 est II et elle présente une large raie HI.
À ce jour, six mesures non basées sur le décalage vers le rouge (redshift) donnent une distance de 120,167 ± 12,481 Mpc (∼392 millions d'al), ce qui est à l'intérieur des valeurs de la distance de Hubble.